# Église Notre-Dame de Beaufort-en-Vallée
L'église Notre-Dame est une église située à Beaufort-en-Vallée, en France.

## Localisation
L'église est située dans le département français de Maine-et-Loire, sur la commune de Beaufort-en-Vallée.

## Historique
L'édifice est inscrit au titre des monuments historiques en 1963 et inscrit en 1994.